# Julian Byng, 1:e viscount Byng av Vimy

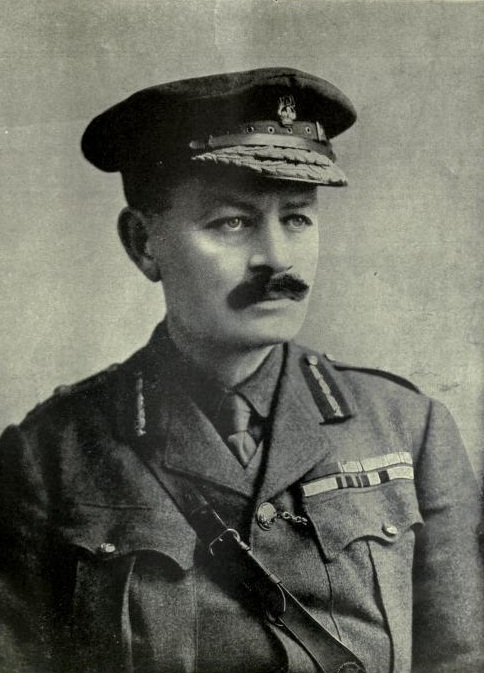
Julian Byng

Julian Hedworth George Byng, 1:e viscount Byng av Vimy, född 11 september 1862 och död 6 juni 1935, var en engelsk militär.
Byng inträdde vid kavalleriet 1883 och deltog som major i boerkriget 1899-1902, blev generalmajor 1909, generallöjtnant 1916 och general 1917. Vid första världskrigets utbrott blev Byng chef för 3:e armékåren vid Dardanellerna (Suvia). I maj 1916 blev han chef för kanadensiska armékåren och vann som sådan slaget vid Vimy 9 april 1917 och blev i juni samma år chef för 3:e armén. Förlänad baronvärdighet för sina förtjänster under kriget (han blev viscount 1928) tog Byng avsked 1919 och var 1921-1926 generalguvernör i Kanada samt utnämndes 1928 till polischef i London.